# PrismRhythm
《PrismRhythm》是Lump of Sugar在2010年5月28日發售的戀愛冒險類型成人遊戲，改编小说于2010年8月31日发售。

## 系統
《PrismRhythm》採取戀愛冒險的遊玩方式，玩家以本作男主角土岐遠一騎的视角阅读遊戲故事。玩家在遊玩時基本上都需閱覽屏幕上所顯示的文本和聆聽對話，用以了解故事情節和人物之間的對話。聲音和文字會與人物立繪、背景圖片结合而成的画面，或是代替前者的CG一同出現，以表示男主角跟誰對話。游戏允许玩家在游戏过程中保存或加载游戏进度、查看对话历史记录、浏览立绘、CG和部分场景等。
本作擁有多條劇情分支路線，每條路線的结局皆有所不同。玩家的選擇最終會影響進入哪條路線从而影響结局，这需要玩家在某些預設的段落中須選擇行為選項，對話框的下一段文本在做出選擇前並不能夠顯示。玩家必須反覆載入選項頁面並選擇不同的選項，才能夠觀覽存於不同路線的劇情。

## 故事简介
《PrismRhythm》的故事发生在遥远的未来世界，由于过去发生的战争和环境污染，人类文明一度面临消失的危险。不过100年前，世界各地出现了一种名为“春雪”（スプリングスノー）的大树，它具有净化水的能力，人类借此恢复文明，重新获得了和平的生活。从此，人们就怀着对春雪力量的敬意度过每一天。
男主角土岐远一骑住在名为艾尔（アイレ），分为7个街区的小岛上，小岛中央的山顶便有一棵高大的春雪。在人们向春雪献上名为感谢的那个夜晚，他为了验证祖父那里听来的妖精传说，偷偷潜入到小岛中心的森林里，在森林中遇见了凯洛琳·玛莉葛。在和她交谈后，土岐远一骑决定参与圣伯蒂娜学院（聖ベルティナ学院）的入学考试，他历经难关考入了这所学校，与一群想要为春雪献上祝福的舞女们开始了新的生活。

## 主要角色
土岐遠一騎
本作男主角。自幼便从祖父口中听说了“春雪森林妖精”的故事。
艾斯特利亚·玛莉葛
圣贝尔蒂纳学院一年级学生，一骑的同班同学。十分崇拜自己的姐姐凯洛琳。
土岐遠霞（聲：浦霞紫乃）
圣贝尔蒂纳学院一年级学生，一骑的同班同学。她喜欢读书，在一家名为“Azrael”的二手书店兼职。
水音銀（聲：中濑雏）
一骑的姐姐。已经取得了在伯蒂娜上献舞的资格。她小时候比一辉还调皮，不过现在在外面表现得很成熟，在家中对一骑很体贴。
莉亚·柏辽兹（聲：藤森ゆき奈）
圣贝尔蒂纳学院一年级学生，本名是クリスティン・マックウォーター。她来自艾尔岛外。对男生保持着冷淡的态度。
凯洛琳·玛莉葛（聲：灰田みかげ）
艾斯特利亚的姐姐。帮助一骑转入圣贝尔蒂纳学院就读。

## 开发与发行
《PrismRhythm》是Lump of Sugar第一個不採用當家畫師萌木原文武的作品，它的剧本由、Hatsu编写，谷原菜月、共同負責描繪原畫，大川茂伸负责制作背景音乐。本作的片頭曲《Pure My Voices》由佐倉紗織演唱，結尾曲則根據不同角色的分支線路，由該線路代表角色的聲優演唱。
Lump of Sugar在2010年1月21日公开了游戏的消息，3月1日至5月23日举行了游戏的预约，参与预约的玩家可以获得艾斯特利亚和水音银的复制色纸，以及一份谷原菜月绘制的画册。3月9日至3月31日，它在游戏官方网站举办了女主角的人气投票。实体版在5月28日如期发售，DMM和DLsite分别在2014年12月12日和2015年4月17日推出了本作的付费下载版。
本作的改编小说名为《PrismRhythm -プリズムリズム- パラダイムノベルズ》，它由RICOTTA编写，单行本在2010年8月31日由PARADIGM出版。

## 评价
《PrismRhythm》在開售後登上了各大平台的美少女遊戲銷量排行榜——它在首次登上排行榜時，於日本ACG相關商品銷售網站Getchu屋、美少女遊戲業內報章《PCpress》、雜誌《BugBug》分別排行第1位、第2位、第3位。《PCpress》在其首次登上排行榜時形容，即使其原畫不是由Lump of Sugar的代表插畫師萌木原文武繪製，它也因該品牌的口碑和宣傳，而獲得不錯的成績。《BugBug》則稱讚其為人帶來治癒感。
到了2010年全年銷售量排行榜，它分別在Getchu屋和《BugBug》奪得第8位和第9位。在2010年度萌系遊戲大賞中，《PrismRhythm》獲得CG部門金獎，純愛類作品銀獎。為CG部門編寫頒獎詞的是杂志《Pasocom Paradise》主編西平和則，他稱讚兩位畫師的作畫注重細節，特別是在光影和水這方面。為純愛類作品編寫頒獎詞的是杂志《PC Angel neo》主編高木敬介，他稱讚其延續了Lump of Sugar一貫的純愛風格，劇本節奏恰到好處，遊戲背景音樂結合設定中的自然帶給他一種輕鬆的感覺。

## 外部連結
- PrismRhythm遊戲官網 （页面存档备份，存于）（日語）
- 《PrismRhythm》在視覺小說數據庫的頁面 （英文）